# Merton (Devon)
Pour les articles homonymes, voir Merton.
Merton est un village et une paroisse civile du Devon, situé dans le sud-ouest de l'Angleterre. 